# Lennart Wärmell

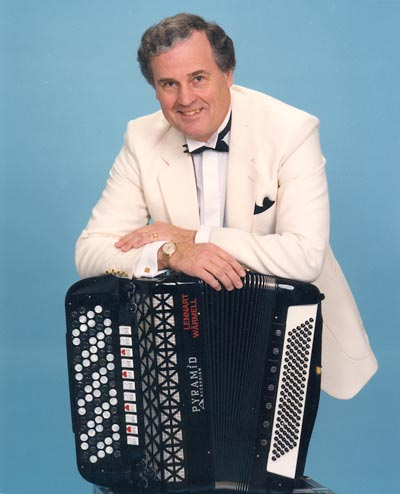
Foto: Stickan Kenne

Lennart Wärmell, född 18 november 1927 i Hälleforsnäs, död 1 oktober 2021 i Mora, var en svensk dragspelare, kompositör och arrangör. Han har skrivit drygt 150 melodier i olika stilarter och spelat in ett 70-tal LP- och CD-skivor. Den kanske mest kända är "I Fäders Spår För Framtids Segrar", sången om Vasaloppet.

## Biografi
Lennart Wärmell började spela dragspel 1943 och debuterade i Folkets Park i Hälleforsnäs två år senare. Han flyttade till Stockholm 1945 och hade Andrew Walter som dragspelslärare fram till 1949, där studerade han även harmonilära, kontrapunkt och orkestrering för professor Valdemar Söderholm. Han radiodebuterade 1948 i programmet "Musik under arbetet" tillsammans med Arne Axelsson.
Wärmells första inspelade egna kompositioner var Silverbröllopsvals, 1953, med Harry Brandelius och Ingalill Rossvald till Sune Waldimirs Orkester, Spansk Italiensk Vals, 1962, under titeln "Svenska Dragspelskungar" med bland andra Lennart Wärmells Ensemble.
Mellan 1951 och 2008 var Wärmell musikalisk ledare och dirigent för Accordion Club, Stockholm.
Han var Sveriges Dragspelares Riksförbunds förste ordförande 1968-1970 och vice ordförande 1971-1979.

## Diskografi

### Lennart Wärmell med olika orkesterkombinationer
- 1969  ”Modern Accordion Ensemble” LP. Pyramid Records TFP 14
- 1970  ”Jazz-Accordion” Jamsession Gröna Lund Pyramid Records TPLP 19 – Lennart Wärmell, Lill-Arne Söderberg, Conny Sahm, Lars Andersson  m.fl. Överförd till CD 2005 av Norild Records NORILD CD 260
- 1972  ”Ensemblen för svenskhetens bevarande”  Pyramid Records TPLP 33 – Lennart Wärmell, Ebbe Jularbo, Nils Lundin, Dragspel; Bengt Högberg, Gitarr; Lars Andersson, Bas. Erhöll ”Elin-Priset” 1973, för bästa gammaldansinspelning i Sverige
- 1981  ”Vykort Hemifrån” LP. Pyramid Records TPLP-55 – Lennart Wärmell, Ebbe Jularbo, Nils Lundin, Dragspel/Sång; Sture Åkerberg, Bas; Sigge Andersson, Trummor
- 1984  ”Fra Bolstad til Jularbo” Norild Records NOR - LP 105 – Lennart Wärmell, Jens Synnes med Reidar Opsals orkester
- 1987  ”En värld – en ton” Jubileums- LP Norild Records NOR - LP 116
- 1997  ”Music Memories” CD. Pyramid Records PRCD 61
- 1999  ”Dansk kring granen”Lennart Wärmell & Tibblegänget - CityMusic AB – Platinaskiva för 80.000 sålda ex (IFPI Cert 1837)
- 2000  ”Begin The Beguine/Evergreens” Norild Records NORILD - CD 196
- 2004  ”Populära Klassiker & Evergreens” Pyramid Records PRCD 64 – Lennart Wärmell, Dragspel; Mats Bergström, Gitarr/Track 1-8

### Accordion Club, Stockholm. Dirigent: Lennart Wärmell
- 1967  ”Accordion Club Festival” Pyramid Records TFP-06
- 1981  ”Under Blågul Fana” Pyramid Records TPLP-56
- 1994  ”Lätta Ankar” Pyramid Records PRCD-58
- 2000  ”Swingtime” Pyramid Records PRCD-62
- 2001  ”Drag i Bälgen” - 65 År i toner -  PRCD-63

### Lennart Wärmells orkester med Gunnar Turesson
- 1972  ”Doktorns Visor” Pyramid Records TPLP-32
- 1972  ”Skaldevisor” 1922-1972  Pyramid Records TPLP-34
- 1996  ”Gunnar Turesson  90 Års Jubileum” Pyramid Records PRCD-60

### Lennart Wärmell &Ebbe Jularbomed kompgrupp
- 1980  ”Norsk- Svensk Swing med Jularbo” Norild Records NOR - LP 102
- 1982  ”Vi Swinger Videre” Norild Records NOR - LP 103
- 1983  ”Drömmen om Elin” med Rolf Björling Norild Records/NOR - LP 104
- 1985  ”Ebbe Jularbos Svensk-Norska Jubileumsorkester” NOR - LP 107 – Med Lennart Wärmell, Reidar Opsal, Knut-Ivar Böe, Dragspel; Sture Åkerberg, Bas; Bengt Högberg, Gitarr; Per Hultén, Trummor
- 2000  ”Gränsvalsen” Norild Records CD 181
- 2001  ”Hammarforsens brus” Norild Records CD 207
- 2002  ”Gammeldans 1” Norild Records NORILD CD 217 från TPLP 33
- 2002  ”Gammeldans 4” Norild Records NORILD CD 224 från LP 105

## Filmografi
- 1950  ”Svenska takter” Accordion Club, AB Svensk Talfilm – Förspel till ”Åsa-Nisse på Jaktstigen” (1950)

## Priser, utmärkelser och stipendier
- 1973 - Elin-priset för bästa gammaldansinspelning, tillsammans med Ebbe Jularbo, Nils Lundin, Bengt Högberg och Lars Andersson
- 1986 - SKAP:s Ejnar Westling-stipendium
- 1996 - Albin-statyetten och diplom på Hagströmsstämman i Älvdalen
- 2014 - Stipendium ur Ebbe Jularbos minnefond[3]

### Fotnoter
1. ↑  ”Lennart Wärmell har lämnat oss”. Sveriges dragspelares riksförbund. https://www.dragspelsforbundet.se/. Läst 24 oktober 2021.
2. ↑  https://www.minnesrummet.se/front/case/741858
3. ↑  Avesta tidning 2 november 2014: Fullt hus på Jularbodagens konsert, läst 5 februari 2022